# NGC 2208
NGC 2208 (другие обозначения — UGC 3452, MCG 9-11-10, ZWG 260.7, NPM1G +51.0053, PGC 18911) — линзообразная галактика (S0) в созвездии Возничего. Открыта Льюисом Свифтом в 1886 году.
Этот объект входит в число перечисленных в оригинальной редакции «Нового общего каталога».